# Arhopala natanda
Arhopala natanda är en fjärilsart som beskrevs av Hans Fruhstorfer 1914. Arhopala natanda ingår i släktet Arhopala och familjen juvelvingar. Inga underarter finns listade i Catalogue of Life.